# McLean (Virginia)
McLean is een gemeentevrij gebied in de Verenigde Staten. Het ligt in Fairfax County. Door het United States Census Bureau wordt het erkend als een census designated place (CDP). De gemeenschap telt 38.929 (census uit 2000).
McLean werd gesticht in 1910, toen de gemeenschappen van Lewinsville en Langley fuseerden. De plaats is genoemd naar Edward Beale McLean, uitgever van The Washington Post tussen 1916 en 1933.
In McLean wonen veel diplomaten en ambtenaren, vanwege de nabijheid van Washington, D.C.. Ook is in Langley het hoofdkwartier van de CIA gevestigd. In McLean staat Hickory Hill, de thuisbasis van de familie Kennedy.
Verschillende grote bedrijven hebben hun internationale hoofdkwartier in McLean, zoals: Gannett, Freddie Mac, Capital One, USA Today (krant), de hotelketen Hilton Worldwide en de snoepfabrikant Mars, Inc.

## Geografie
Het CDP heeft een totale oppervlakte van 47.9 km².
McLean ligt ten westen van Arlington County, in het noorden wordt het begrensd door de Potomac.

## Geboren
- Cecil Hoffman (1963), actrice
- Andrew Seliskar (1996), zwemmer